# Shag Point (King George Island)
Der Shag Point (englisch für Scharbenspitze) ist eine Landspitze an der Südküste von King George Island in den Südlichen Shetlandinseln. Sie liegt zwischen der Arctowski Cove und der Halfmoon Cove, beides Nebenbuchten der Admiralty Bay. Hier steht auf dem markanten basaltischen Brandungspfeiler Latarnia Rock der polnische Arctowski-Leuchtturm.
Ihren Namen erhielt die Landspitze durch die US-amerikanischen Ornithologen Wayne Z. Trivelpiece und Nicholas J. Volkman, die von 1977 bis 1978 als Gastwissenschaftler auf der polnischen Arctowski-Station tätig waren.